# Орнитологическое общество Теннесси
Орнитологическое общество Теннесси (англ. Tennessee Ornithological Society (TOS)) — независимая некоммерческая образовательная, научная и природоохранная организация в штате Теннесси, США, занимающаяся изучением и сохранением птиц. Она была основана в 1915 году и с 1930 года издаёт ежеквартальный журнал The Migrant. Организация проводит собрания по всему штату, а её местные отделения проводят регулярные встречи и выезды на природу.
TOS была основана группой из шести орнитологов-любителей, которые встретились 7 октября 1915 года во французском ресторане Faucon’s в Нэшвилле. Мемориальная доска на этом месте напоминает об основании организации.
Ежегодная деятельность организации включает ежегодный осенний учёт ястребов, весенний и осенний учёт птиц, зимние исследования хищных птиц и ежегодный рождественский учёт птиц.
Ежеквартальный журнал Орнитологического общества Теннесси The Migrant представляет собой хранилище отчётов о наблюдениях и статей, связанных с мониторингом состояния популяций птиц Теннесси. Организация также опубликовала Атлас гнездящихся птиц Теннесси Чарльза П. Николсона (ISBN 0870499874), сборник птиц штата, основанный на исследованиях, проведённых членами TOS с 1986 по 1991 год. Атлас включает первый полностью задокументированный отчёт о схемах распространения 170 видов птиц, гнездящихся в Теннесси, а также нескольких неподтверждённых или исчезнувших видов птиц.